# Институт генетики и цитологии НАН Беларуси
Государственное научное учреждение Институт генетики и цитологии Национальной академии наук Беларуси (ИГиЦ НАНБ)

## История
Генетика в Белоруссии была тесно связана в основном с решением практических задач селекции и семеноводства сельскохозяйственных культур.
Начало генетических исследований определили работы академика АН БССР Антона Романовича Жебрака в области отдаленной гибридизации пшениц и экспериментальной полиплоидии (30-е годы, Москва, начало и 1953—1965 гг., Академии наук Белорусской ССР — продолженние).

## Основные направления исследований
- Изучение генетических процессов регуляции жизнедеятельности растений и животных с целью управления их продуктивностью, качеством, устойчивостью.
- Изучение структурно-функциональной организации и изменчивости геномов, генно-инженерные и клеточные технологии, биобезопасность.
- Изучение генетических проблем устойчивости и изменчивости организмов в условиях техногенного загрязнения среды

## Основные научные и практические достижения

### Научные награды
- Три Государственные премии БССР и Республики Беларусь (1974, 1982, 2002) — три
- премия Ленинского комсомола Белоруссии (1990);
- пять премий Национальной академии наук Беларуси (1993, 1995, 1999, 2001, 2003).

### Исследовательские гранты
Гранты ЮНЕСКО, НАТО, ИНТАС, ИНКО-КОПЕРНИКУС, Фонда Макартуров, Международного научного фонда, Белорусского республиканского фонда фундаментальных исследований

## Продукция и услуги
- анализ пищевого сырья и продуктов питания на ГМО
- ДНК-паспортизация сортов сельскохозяйственных культур
- ДНК-маркирование сельскохозяйственных растений и животных по хозяйственно-полезным признакам
- ДНК-диагностика наследственных заболеваний человека
- ДНК-идентификация диких животных и микроорганизмов
- разработка и экспертиза нормативно-правовой базы в области биобезопасности
- проведение семинаров и консультации по вопросам безопасности генно-инженерной деятельности

## Инновационная инфраструктура
Филиал Республиканского центра трансфера технологий
Республиканский центр геномных биотехнологий
Республиканский центр изучения микробиома
Республиканский банк ДНК человека, растений, животных и микроорганизмов

## Научно-исследовательские подразделения
- - Лаб. молекулярной генетики
  - Лаб. цитогеномики растений
  - Лаб. нехромосомной наследственности
  - Лаб. генетики человека
  - Лаб. экологической генетики и биотехнологии
  - Лаб. генетики животных
  - Лаб. молекулярных основ стабильности генома
  - Лаб. прикладной геномики
  - Сектор биоинформатики
- Отдел научной и инновационной работы
- Национальный координационный центр биобезопасности
- Национальный координационный центр по вопросам доступа к генетическим ресурсам

## Руководство
- Директор[когда?]: доктор медицинских наук Макарина-Кибак Людмила Эдуардовна